# Bloque Nacional
El Bloque Nacional (en català, Bloc Nacional) va ser una coalició de dreta monàrquica de la Segona República Espanyola creada el 1934 per José Calvo Sotelo que va unir el sector més radical seguidor de Calvo Sotelo dins dels alfonsins de Renovación Española i els tradicionalistes del sector proper al comte de Rodezno i a Víctor Pradera.

## Història
El maig de 1934, Pedro Sainz Rodríguez va llançar la idea de conformació d'un «Bloque Nacional», que aglutinés les dretes antirrepublicanes.
El 8 de desembre de 1934 va aparèixer, tot i que fou censurat, el manifiest fundacional en la línia de la doctrina contrarrevolucionària d'Acción Española; defensava el retorn als valors tradicionals amb una monarquia autoritària i l'exèrcit com a aagent contrarevolucionari (l'exèrcit com a «columna vertebral de la pàtria», concepte que recuperaria el franquisme). Es proposava un Estat fort i integrador de tipus antiparlamentari, més proper al model de poder propugnat des del feixisme que als corrents ultraconservadors vigents fins llavors a Espanya.
Malgrat pretendre constituir un pol de la dreta, ni José Antonio Primo de Rivera (líder de la Falange Espanyola de les JONS) ni José María Gil Robles (líder de la CEDA) van donar el seu suport al projecte; ambdós mantenien una forta rivalitat i diferències personals amb Calvo Sotelo. A la majoria constituïda per alfonsins i carlistes també s'hi sumà el Partido Nacionalista Español de José María Albiñana Sanz. El nou projecte va trobar fins i tot certa resistència als sectors oficialistes de les formacions que va acollir; tot i el propòsit suposadament electoral del projecte, va arribar a ser vist pels sectors de Manuel Fal Conde (Comunión Tradicionalista) i d'Antonio Goicoechea (Renovación Española) com una amenaça per al propi futur de les seves formacions.
El primer executiu del Bloque estava formada per José Calvo Sotelo, Pedro Sainz Rodríguez, Víctor Pradera, Juan Antonio Ansaldo i José María Lamamié de Clairac.
L'obra El Estado Nuevo (1935) de Víctor Pradera, en la qual va sistemitzar la forma política de l'Estat arrelat al corporativisme catòlic inspirat en les encícliques de Lleó XIII, juntament amb el foralisme de Vázquez de Mella i la tradició espanyola, serviria de programa al Bloque Nacional.
El 1935 Ansaldo creà les anomenades «Guerrilles d'Espanya», un grup paramilitar d'abast limitat, sobre els elements juvenils del Bloque.
L'opció del Bloque Nacional va obtenir un fracàs electoral a les eleccions de 1936, en què es va fer evident l'escàs suport popular a l'alfonsisme autoritari, tot i que paradoxalment reforçà als calvosotelistes dins de l'espectre de la dreta radical. Després de conèixer els resultats, Calvo Sotelo va intentar que es declarés l'estat d'excepció i no va vacil·lar posteriorment en tornar a reclamar dins d'un clima de creixent inestabilitat política i social la instauració d'una dictadura militar. No obstant, després de les eleccions del febrer, el Bloque acabaria en una dinàmica de dissolució.